# Acrocirrus incisa
Acrocirrus incisa är en ringmaskart som beskrevs av Kudenov 1975. Acrocirrus incisa ingår i släktet Acrocirrus och familjen Acrocirridae. Inga underarter finns listade i Catalogue of Life.